# Sender Nordhelle

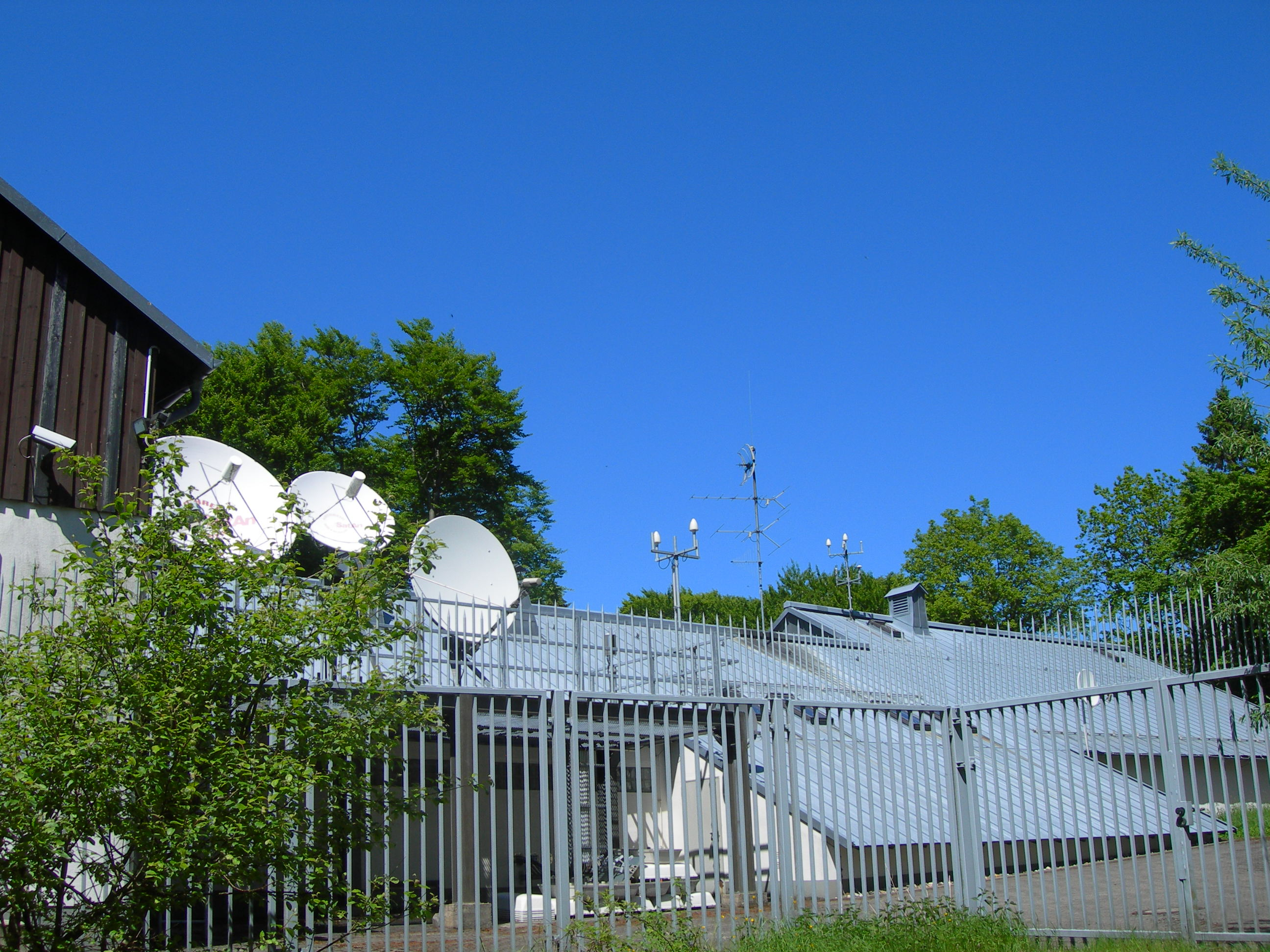
Sendehaus des WDR auf der Nordhelle

Der Sender Nordhelle nahe Herscheid (Märkischer Kreis, Nordrhein-Westfalen) auf der Nordhelle im Ebbegebirge ist eine Sendeanlage des Westdeutschen Rundfunks (WDR) für Radio und Fernsehen.

## Geographische Lage
Der Sender Nordhelle befindet sich auf dem Gipfelbereich der Nordhelle, dem mit 662,7 m ü. NHN höchsten Berg des Ebbegebirges; am Fuß von dessen Fernmeldeturm steht die Gaststätte Herscheider Hütte. Zudem steht im Gipfelbereich ein Fernmeldeturm aus Stahlbeton der Bundeswehr für Mobilfunk.

## Beschreibung
Bereits seit 1962 existierte auf der Nordhelle eine WDR-Sendeanlage. Aktuell wird als Antennenträger ein 1984 errichteter Stahlbeton-Fernmeldeturm verwendet, der 150 m hoch ist. Er dient der Verbreitung von Hörfunkprogrammen des WDR und des Deutschlandfunks auf UKW sowie im DAB-Standard. Außerdem werden 15 öffentlich-rechtliche Fernsehprogramme im DVB-T2-Standard ausgestrahlt.
Der Senderstandort hat aufgrund seiner recht exponierten Lage eine für UKW überdurchschnittlich hohe Reichweite und ist nicht nur im Sauerland, sondern auch in weiten Teilen des Rheinlands und Ruhrgebiets zu empfangen. Zudem ermöglicht der Standort den Empfang von WDR-Programmen in einigen Gebieten von Hessen und Rheinland-Pfalz. Der Sender ist je nach Empfangsstandort zwischen Münster und Wiesbaden, Aachen und Marburg zu empfangen.

## Frequenzen und Programme

### Analoges Radio (UKW)
Folgende Hörfunkprogramme werden vom Sender Nordhelle auf UKW ausgestrahlt. Beim Antennendiagramm sind im Falle gerichteter Strahlung die Hauptstrahlrichtungen in Grad angegeben.
| Frequenz (MHz) | Programm        | RDS PS            | RDS PI                | Regionalisierung | ERP (kW) | Antennen- diagramm rund (ND), gerichtet (D) | Polarisation horizontal (H)/vertikal (V) |
| -------------- | --------------- | ----------------- | --------------------- | ---------------- | -------- | ------------------------------------------- | ---------------------------------------- |
| 104,7          | 1 Live          | 1LIVE___          | D391                  | −                | 35       | ND                                          | H                                        |
| 93,5           | WDR 2           | WDR_2_SI WDR_2___ | DB92 (regional), D392 | Siegen           | 35       | ND                                          | H                                        |
| 98,1           | WDR 3           | WDR_3___          | D393                  | −                | 35       | ND                                          | H                                        |
| 103,8          | WDR 4           | WDR_4___          | D394                  | Siegen           | 35       | ND                                          | H                                        |
| 90,3           | WDR 5           | WDR_5___          | D395                  | −                | 35       | ND                                          | H                                        |
| 102,7          | Deutschlandfunk | Dlf_____          | D210                  | −                | 20       | ND                                          | H                                        |

### Digitales Radio (DAB / DAB+)
DAB beziehungsweise der Nachfolgestandard DAB+ wird in vertikaler Polarisation und im Gleichwellenbetrieb mit anderen Sendern ausgestrahlt. Am 29. August 2012 erfolgte der Wechsel von DAB-Kanal 12D auf DAB-Kanal 11D. Über diesen wird derzeit der Multiplex Radio für NRW mit den Programmen des WDR mit einer Leistung von 10 kW (ursprünglich bis Mai 2019 1,5 kW) ERP übertragen; bis 2015 wurde auch Radio Impala ausgestrahlt.
| Block                        | Programme (Datendienste) | ERP (kW) | Antennen- diagramm rund (ND), gerichtet (D) | Polarisation horizontal (H)/ vertikal (V) | Gleichwellennetz (SFN) |
| ---------------------------- | --- | -------- | ------------------------------------------- | ----------------------------------------- | --- |
| 11D Radio für NRW (D__00236) | - 1 Live (88 kbps) - 1 Live diggi (88 kbps) - WDR 2 Rhein-Ruhr (RR) (88 kbps) - WDR 2 Ostwestfalen-Lippe (OW) (88 kbps) - WDR 2 Südwestfalen (SW) (88 kbps) - WDR 3 (120 kbps) - WDR 4 Rhein-Ruhr (RR) (88 kbps) - WDR 4 Ostwestfalen-Lippe (OW) (88 kbps) - WDR 4 Südwestfalen (SW) (88 kbps) - WDR 5 (88 kbps) - WDRcosmo (80 kbps) - WDR Maus (80 kbps) - WDR Event (56 kbps) - WDR EPG (8 kbps) - ARD TPEG (16 kbps) | 10       | D                                           | V                                         | - Region Aachen: Aachen (Stolberg-Donnerberg), Eifel (Dahlem-Bärbelkreuz) - Bergisches Land: Engelskirchen (Hohe Warte), Gummersbach (Kerberg), Remscheid (Hohenhagen), Wuppertal (Auf der Königshöhe) - Rheinland: Bonn (Venusberg), Köln (Kölnturm) - Rhein-Ruhr: Düsseldorf (Rheinturm), Gelsenkirchen-Scholven, Kleve (Bresserberg), Langenberg (Hordtberg), Viersen (Süchtelner Höhen) - Ruhrgebiet: Dortmund (Florianturm) - Münsterland: Ibbenbüren (Blomenkamp), Münster (Nottuln-Baumberge), Oelde (Mackenberg), Schöppingen - Ostwestfalen-Lippe: Bad Oeynhausen (P.Westf.-Wittekindsberg), Bielefeld (Hünenburg), Herford (Eggeberg), Höxter (Holzminden), Stemwede (Arrenkamp), Teutoburger Wald (Bielstein), Warburg, Willebadessen (Eggegebirge) - Südwestfalen: Arnsberg (Schlossberg), Biedenkopf (Sackpfeife), Ederkopf (Oberste Henn), Hallenberg (Bollerberg), Hochsauerland (Hunau), Lennestadt (Kuhhelle), Meschede, Nordhelle, Olsberg, Siegen (Giersberg) |

### Digitales Fernsehen (DVB-T / DVB-T2)
In Südwestfalen erfolgte die Umstellung auf den DVB-T2-Standard mit HEVC Bildcodierung am 5. Dezember 2018. Optional lassen sich zusätzliche im WDR-Angebot und bei Freenet TV connect als Verknüpfung enthaltene Programme über eine Internetverbindung wiedergeben, falls das Empfangsgerät HbbTV (ab Version 1.5) unterstützt (WDR via IP: ARD-alpha HD, BR FS Süd HD, hr-fernsehen HD, rbb Berlin HD und SR Fernsehen HD). Das kostenpflichtige private Programmangebot von Freenet TV wird von den Standorten Dortmund (Florianturm) und Bielefeld (Hünenburg) terrestrisch verbreitet.
Folgende DVB-T2-Bouquets werden übertragen:
| Kanal | Frequenz (MHz) | Multiplex                                   | Programme im Multiplex | ERP (kW) | Antennen- diagramm rund (ND)/ gerichtet (D) | Polarisation horizontal (H)/ vertikal (V) | SFN mit                                              |
| ----- | -------------- | ------------------------------------------- | --- | -------- | ------------------------------------------- | ----------------------------------------- | ---------------------------------------------------- |
| 21    | 474            | WDR Mux 2                                   | - phoenix HD - tagesschau24 HD - mdr Fernsehen (Sachsen-Anhalt) HD - NDR Fernsehen HD (Niedersachsen) - SWR Fernsehen Rheinland-Pfalz HD | 40       | ND                                          | V                                         | Hochsauerland (Hunau), Nordhelle, Siegen (Giersberg) |
| 30    | 546            | Gemischter Multiplex von ZDF und freenet TV | - ZDF HD - 3sat HD - KiKa HD - ZDFneo HD - ZDFinfo HD - freenet TV connect (HbbTV-Dienst mit mehreren Streams, HbbTV v1.5 erforderlich)  | 50       | ND                                          | V                                         | Hochsauerland (Hunau), Nordhelle, Siegen (Giersberg) |
| 44    | 658            | WDR Mux 1 (BI / SI) Anm.                    | - Das Erste HD - WDR Fernsehen (Bielefeld) HD - WDR Fernsehen (Siegen) HD - arte HD - one HD                                             | 40       | ND                                          | V                                         | Hochsauerland (Hunau), Nordhelle, Siegen (Giersberg) |

 Sendeparameter 
| Verwendet von (HD-Programme pro Mux) | Modulations- verfahren | Coderate | FFT-Modus    | Guard- intervall | Pilottöne       | Datenrate [Mbit/s] |
| ------------------------------------ | ---------------------- | -------- | ------------ | ---------------- | --------------- | ------------------ |
| ZDF (5)                              | 64-QAM                 | 3/5      | 16k extended | 19/128           | Pilot Pattern 2 | 22,0               |
| WDR Mux I (5)                        | 64-QAM                 | 1/2      | 16k extended | 19/256           | Pilot Pattern 2 | 19,5               |
| WDR Mux II (5)                       | 64-QAM                 | 1/2      | 16k extended | 19/128           | Pilot Pattern 2 | 18,2               |

### Analoges Fernsehen (PAL)

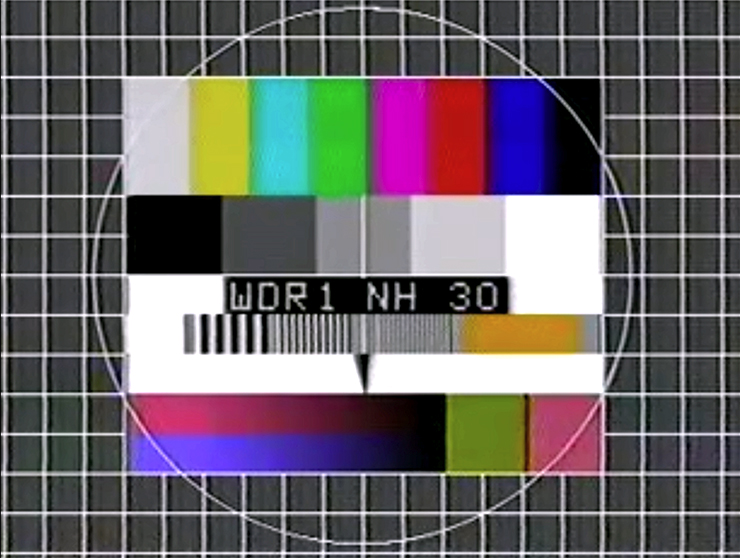

Bis zum 13. November 2007 wurde von der Nordhelle folgendes Programm im analogen PAL-Standard ausgestrahlt:
| Kanal | Frequenz (MHz) | Programm analog | ERP (kW) | Antennendiagramm rund (ND)/ gerichtet (D) | Polarisation horizontal (H)/ vertikal (V) |
| ----- | -------------- | --------------- | -------- | ----------------------------------------- | ----------------------------------------- |
| 30    | 543,25         | Das Erste (WDR) | 250      | ND                                        | H                                         |

Bis zu diesem Zeitpunkt wurden weitere analoge Fernsehprogramme (ZDF, WDR) vom 1,2 km ostsüdöstlich auf dem Waldberg (ca. 638 m) stehenden Fernmeldeturm Ebbegebirge gesendet.